# Vladimir Samoïlov
Pour les articles homonymes, voir Samoïlov.
Vladimir Iakovlevitch Samoïlov (en russe : Влади́мир Я́ковлевич Само́йлов), né le 15 mars 1924 à Odessa et mort le 8 septembre 1999 à Moscou, est un acteur soviétique de théâtre et cinéma, nommé artiste du peuple de l'URSS en 1984.

## Biographie
Fils d'un mécanicien de bateau, Vladimir Samoïlov nait à Odessa.
Il participe aux opérations militaires de la Seconde Guerre mondiale et sera décoré de l'ordre de la Guerre patriotique de 2e classe.
En 1945-1948, il fait ses études à l'école de théâtre d'Odessa. Après avoir travaillé dans plusieurs théâtres en Ukraine, il est invité dans la troupe du théâtre Maïakovski en 1968 qu'il ne quittera qu'en 1992 pour le théâtre Nicolas Gogol de Moscou. Il débute au cinéma sous la direction de Vladimir Chredel dans Dette non remboursée en 1959. Son rôle dans le film La Prime de Sergueï Mikaelian est récompensé par un prix d'État de l'URSS en 1976. Il reçoit un deuxième prix d'État de l'URSS en 1986, pour avoir incarné Bazarov dans l'adaptation cinématographique du roman de Ivan Tourgueniev Pères et Fils (1983).
Mort à Moscou le 8 septembre 1999, l'artiste est enterré au cimetière Vagankovo.

## Filmographie partielle
- 1967 : Les Noces à Malinovka (Свадьба в Малиновке) d'Andreï Toutychkine : Nazar Douma
- 1968 : Six juillet (Шестое июля) de Youli Karassik : Nikolaï Podvoïski
- 1971 : Libération (Освобождение) de Youri Ozerov : Gromov
- 1975 : La Prime (Премия) de Sergueï Mikaelian : Batartsev
- 1976 : Les Jours des Tourbine (Дни турбиных) de Vladimir Basov : Pavlo Skoropadsky
- 1979 : Sibériade (Сибириада) d'Andreï Kontchalovski : Aphanassi Oustioujanine
- 1987 : Les Rendez-vous du minotaure (Визит к Минотавру) de Eldor Urazbaev : le procureur (TV)